# Tenango del Valle
Tenango del Valle é um município do estado do México, no México.